# Shopbop
Shopbop — американский международный интернет-магазин одежды, обуви и аксессуаров, открывшийся в 1999 году. С 2006 года принадлежит компании Amazon.

## История
Shopbop основали в ноябре 1999 года в Мадисоне (штат Висконсин) Боб Лами, Марта Грейтингер и инвестор Рей Земон. Изначально Интернет-магазин был частью оффлайнового бизнеса, магазина одежды Bop в центре Мадисона, который закрылся в 2014 году. Лами и Грейтингер открыли магазин именно в Мадисоне, поскольку это был город с большим количеством вузов и студентов.
В феврале 2006 года Shopbop приобрела компания Amazon. На момент заключения сделки сайт предлагал товары 103 различных премиальных брендов. С момента приобретения Shopbop функционировал практически независимо от Интернет-магазина Amazon, который также продаёт одежду и аксессуары, и даже конкурировал с материнской компанией. В сентябре 2013 года Shopbop открыл Интернет-магазин мужской одежды East Dane.
Сайт пережил несколько изменений дизайна, в частности, в 2012 году и в 2017 (кроме изменения дизайна, на сайте также появилась программа лояльности).

## Shopbop в России
В августе 2013 года Интернет-магазин запустил русскоязычную версию. Также в 2013 году в ассортименте магазина впервые появились вещи российского дизайнера — бренда Vika Gazinskaya.
В конце января 2014 года Интернет-магазин временно приостановил отправку заказов в Россию из-за введения новых таможенных правил, однако проблема была быстро решена. В 2014 году Shopbop занимал 145-е место в рейтинге 200 крупнейших онлайн-продавцов Рунета, по оценке газеты «КоммерсантЪ» его ежемесячный оборот составлял 36 миллионов рублей. В марте 2015 года Яндекс.Маркет включил Shopbop и ряд других зарубежных Интернет-магазинов в поиск по категориям «Гардероб», «Детские товары» и «Косметика и духи».